# Sam’s Town Hotel and Gambling Hall (Las Vegas)
Sam’s Town Hotel and Gambling Hall – hotel i kasyno, położony przy autostradzie Boulder Highway w Sunrise Manor, w amerykańskim stanie Nevada. Stanowi własność korporacji Boyd Gaming Corporation. Na obszarze 5,3 hektarów, które zajmuje kompleks, znajduje się między innymi park dla kamperów.
Jedną z atrakcji Sam’s Town jest wielkie atrium ze szklanym dachem, brukowanymi ścieżkami, drzewami i sztucznym wodospadem, w którym kilka razy dziennie odbywają się laserowe pokazy. 
Sam’s Town sponsoruje doroczny wyścig Sam’s Town 300, organizowany przez NASCAR. Ponadto, Sam’s Town jest jednym ze sponsorów wyścigów ulicznych Silver State Classic Challenge.

## Media
W latach 1980–1999, w odrębnym budynku na obszarze Sam’s Town swoją siedzibę miały studia Nevada Public Radio.
W 2006 roku premierę miał album Sam’s Town grupy The Killers, którego tytuł pochodził od nazwy kasyna.

## Galeria

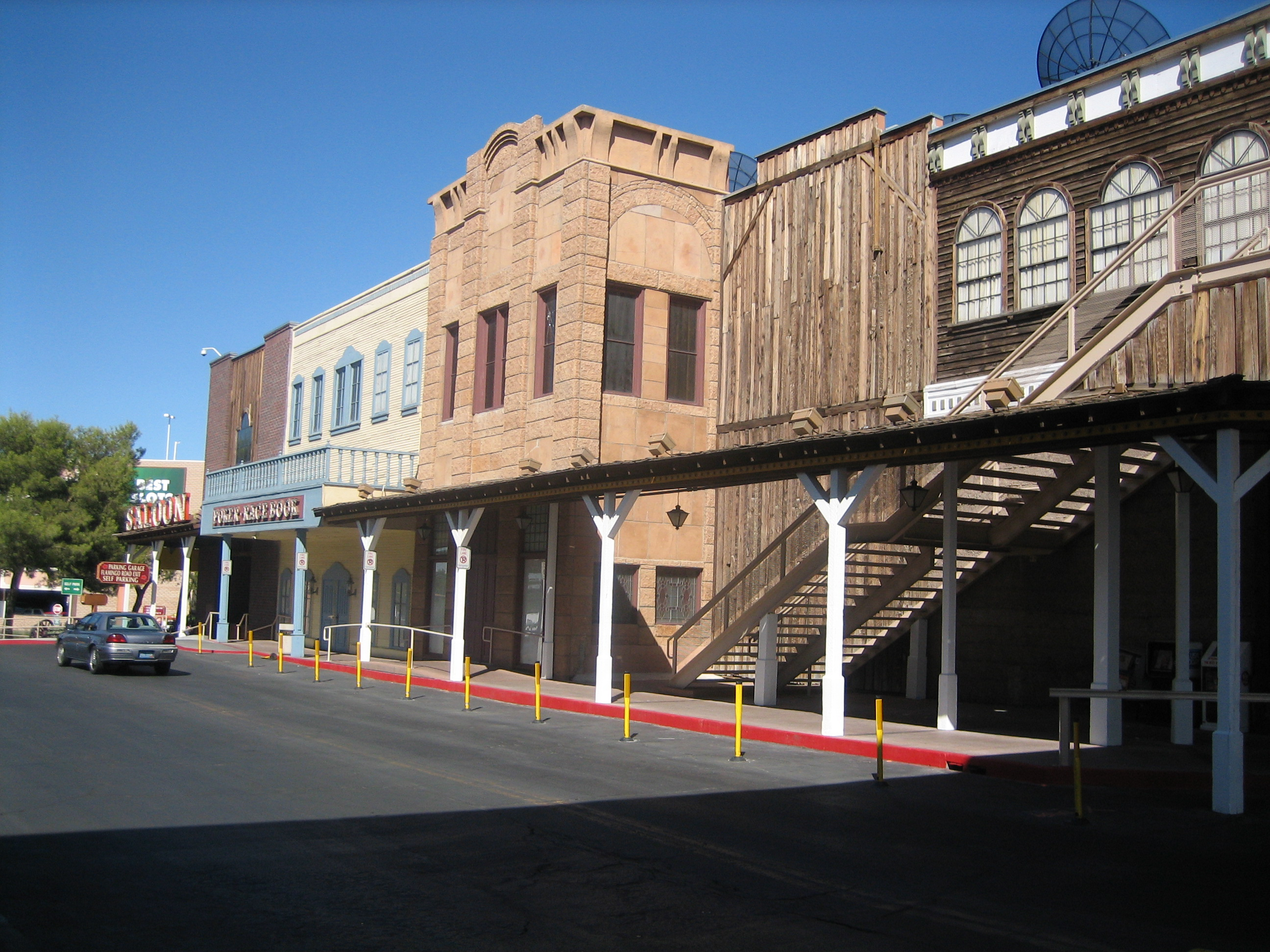
Front Sam’s Town
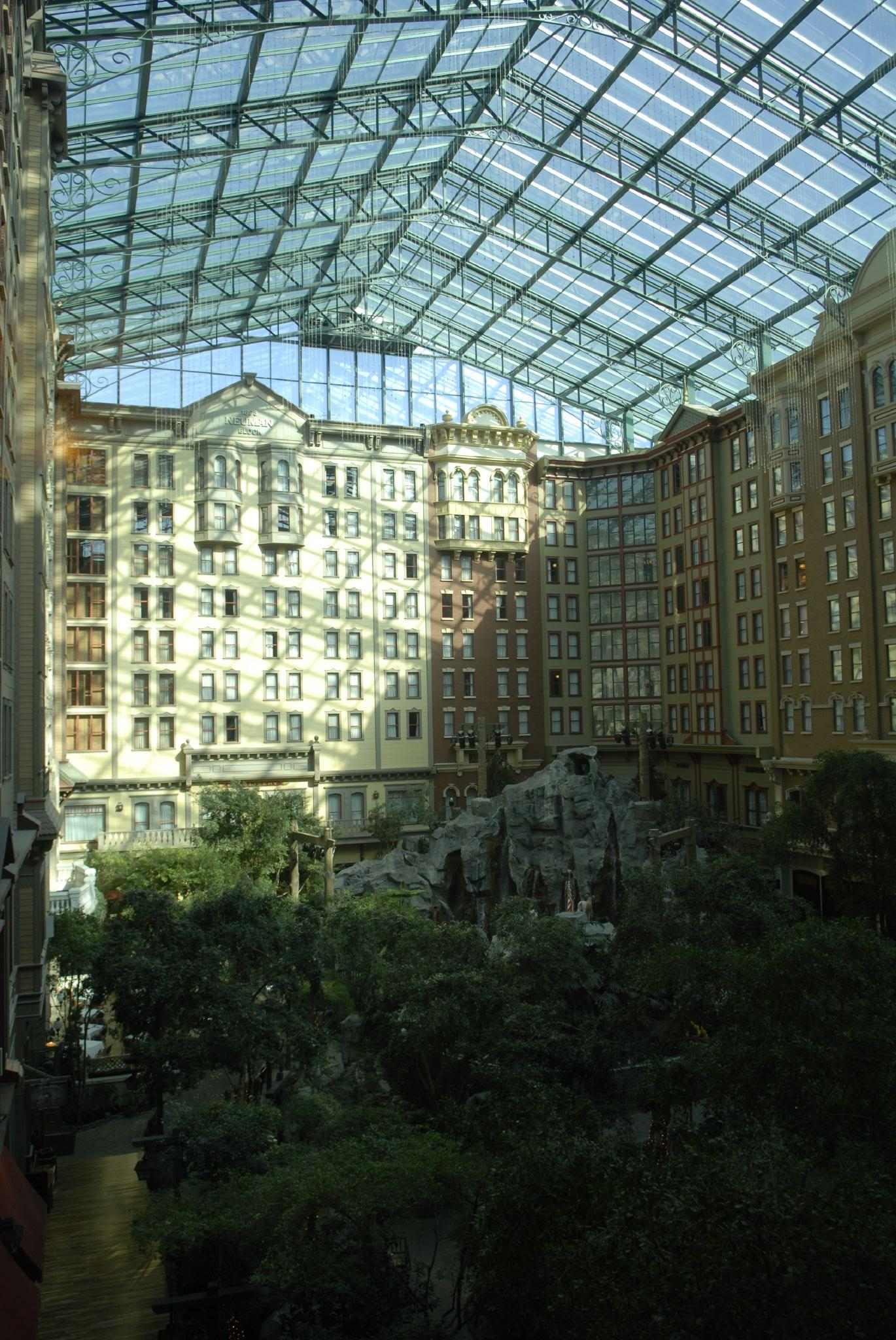
Wnętrze Sam’s Town